# Talsperre Flaming Gorge
Die Talsperre Flaming Gorge (englisch Flaming Gorge Dam) ist eine Talsperre mit Wasserkraftwerk im Daggett County, Bundesstaat Utah, USA. Sie staut den Green River zum Stausee Flaming Gorge (englisch Flaming Gorge Reservoir) auf.
Die Talsperre dient neben der Stromerzeugung auch dem Hochwasserschutz und der Trinkwasserversorgung. Mit dem Bau der Talsperre wurde 1958 begonnen. Sie wurde 1964 fertiggestellt. Die Talsperre ist im Besitz des United States Bureau of Reclamation (USBR) und wird auch vom USBR betrieben.

## Absperrbauwerk
Das Absperrbauwerk ist eine Bogenstaumauer aus Beton mit einer Höhe von 153 m (502 ft) über der Gründungssohle. Die Mauerkrone liegt auf einer Höhe von 1843 m (6047 ft) über dem Meeresspiegel. Die Länge der Mauerkrone beträgt 392 m (1285 ft). Die Dicke der Staumauer liegt bei 40 m (131 ft) an der Basis und 8,2 m (27 ft) an der Krone. Das Volumen des Bauwerks beträgt 753.850 m³ (986.000 cubic yards).
Die Staumauer verfügt sowohl über eine Hochwasserentlastung als auch über einen Grundablass. Die Hochwasserentlastung befindet sich am linken Ufer; sie besteht aus einem Tunnel mit einer Länge von 205 m (675 ft), der durch den Felsen führt. Über die Hochwasserentlastung können maximal 820 m³/s (28.800 cft/s) abgeleitet werden, über den Grundablass maximal 113 m³/s (4000 cft/s).

## Stausee
Beim normalen Stauziel von 1841 m (6040 ft) erstreckt sich der Stausee über eine Fläche von rund 170 km² (42.020 acres) und fasst 4,67 Mrd. m³ (3,78 Mio. acre-feet) Wasser. Der Stausee hat eine Länge von 146 km (91 miles).

## Kraftwerk
Das Kraftwerk befindet sich am Fuß der Talsperre. Es ging am 27. September 1963 mit der ersten Maschine in Betrieb; die letzte Maschine folgte im Februar 1964. Die installierte Leistung beträgt 151,95 MW; sie lag ursprünglich bei 108 MW. Von August 1990 bis April 1992 wurde eine Leistungssteigerung durchgeführt; die 3 Francis-Turbinen des Kraftwerks leisten jede maximal 50,65 MW (vorher 36 MW). Die Fallhöhe beträgt 122 m (400 ft).
Die durchschnittliche Jahreserzeugung liegt bei rund 344,37 (bzw. 500) Mio. kWh.